# Golpe de Estado no Sudão em 1985
Golpe de Estado no Sudão em 1985 foi um golpe militar ocorrido no Sudão em 6 de abril de 1985. O golpe foi orquestrado por um grupo de oficiais militares e foi liderado pelo ministro da Defesa e Comandante em Chefe das Forças Armadas, Marechal Abdel Rahman Swar al-Dahab contra o governo do presidente Gaafar Nimeiry.

## Antecedentes
Em 1983, o presidente Gaafar Nimeiry declarou que todo o Sudão era um Estado islâmico sob a lei da sharia, incluindo a maioria não-islâmica na parte sul do país. A Região Autônoma do Sul do Sudão foi abolida em 5 de junho de 1983, encerrando o Acordo de Addis Abeba de 1972, que pôs fim a Primeira Guerra Civil Sudanesa. Este ato iniciou diretamente a Segunda Guerra Civil Sudanesa em 1983.

## Golpe

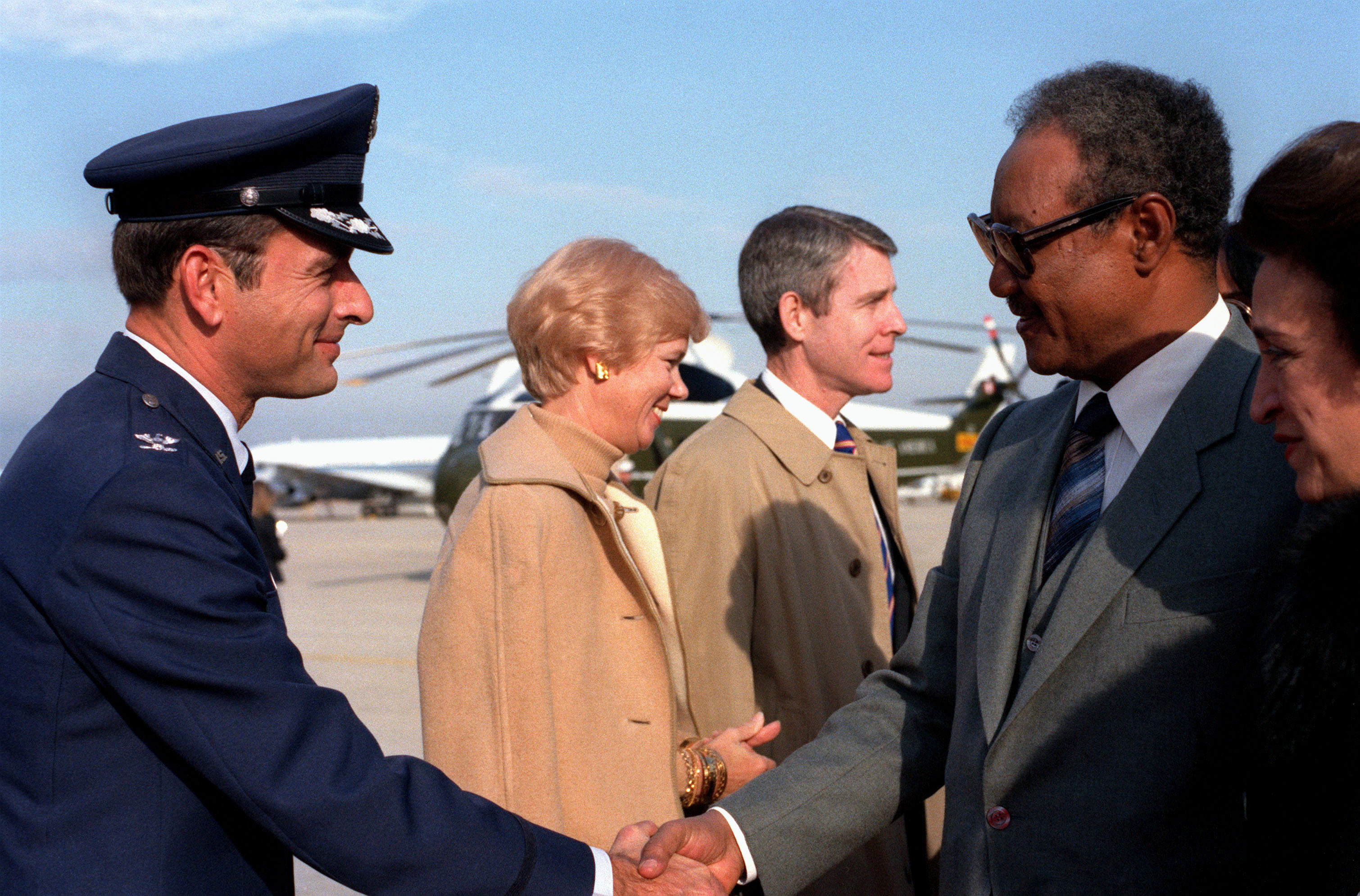
O Presidente Gaafar Nimeiry (à direita) na Base da Força Aérea de Andrews, chegando para uma visita de Estado aos Estados Unidos em 21 de novembro de 1983, dezesseis meses antes do golpe de 1985.

As Forças Armadas do Sudão assumiram o controle do país em 6 de abril de 1985 após mais de uma semana de agitação civil, causada pelo aumento dos preços dos alimentos e crescente insatisfação com o governo do presidente Nimeiry, que chegou ao poder por meio de um golpe de Estado em 1969. Nimeiry estava nos Estados Unidos no momento do golpe.
O golpe foi anunciado pela rádio. Os estúdios de rádio em Omdurman eram fortemente vigiados por soldados, que se retiraram somente após o anúncio ser feito.
Segundo relatos, houve duas baixas durante o golpe, mortos em um breve tiroteio quando soldados tomaram a sede da segurança estatal na capital Cartum.

### Anúncios do novo governo
Em um comunicado militar lido na rádio em 7 de abril, Dahab afirmou que os militares haviam tomado o controle do país por causa do "agravamento da situação e da crise política, que piora continuamente".
Em um comunicado posterior lido na Rádio Omdurman, Dahab prometeu mudanças políticas, econômicas e sociais. Também garantiu liberdade para a imprensa, organizações políticas e comunidades religiosas. No mesmo comunicado, Dahab também prometeu a abertura de um "diálogo direto" com os rebeldes no sul (predominantemente cristãos e animistas) e a obtenção da unidade nacional "no âmbito da igualdade de direitos e deveres".
Dahab emitiu um programa de sete pontos que demitiu o Presidente Nimeiry e seu governo, suspendeu a Constituição e o Parlamento (a Assembleia Popular Central), dissolveu o partido governante União Socialista Sudanesa e declarou um estado de emergência "temporário"  e lei marcial. Dahab afirmou que os militares tomariam o controle do país por um período limitado de tempo e que o poder seria devolvido "ao povo" dentro de seis meses.

## Reações
Na sequência do anúncio do golpe de Estado, dezenas de milhares de pessoas saíram às ruas de Cartum para celebrá-lo. A bandeira vermelha, verde, branca e preta que Nimeiry instituiu como bandeira do Sudão após o golpe de 1969 foi arriada pelos manifestantes; também destruíram fotos de Nimeiry, incluindo uma na área da recepção do Khartoum Hilton Hotel.
Pouco depois do golpe, Nimeiry chegou ao Cairo vindo de Washington, D.C. Ele foi recebido no Aeroporto Internacional do Cairo por altos oficiais egípcios (o presidente Hosni Mubarak, o primeiro-ministro Kamal Hassan Ali e o ministro da Defesa Marechal Abd Al-Halim Abu-Ghazala). Inicialmente com a intenção de tentar retornar a Cartum, Nimeiry foi dissuadido de fazê-lo pelo piloto de seu jato presidencial Boeing 707 e por Mubarak sob o argumento de que a viagem seria muito perigosa.
Enquanto as autoridades egípcias declararam que estavam "muito preocupadas" com a situação, o novo governo militar do Sudão foi rapidamente reconhecido pelo governo da Jamahiriya Árabe Líbia sob o comando do coronel Muammar Gaddafi, um inimigo do pró-ocidental Nimeiry. O governo da Síria sob o presidente Hafez al-Assad também saudou a queda de Nimeiry.